# Campionati europei di atletica leggera 2018 - Coppa Europa di maratona femminile
La Coppa Europa di maratona femminile ai campionati europei di atletica leggera 2018 si è svolta il 12 agosto 2018.

## Risultati
Il tempo totale di squadra è stato determinato sommando i tre migliori tempi delle atlete della stessa squadra nazionale che hanno completato la maratona. La medaglia è stata attribuita a tutte le atlete della nazionale che hanno concluso la gara.
| !Class. | Squadra nazionale                                                                          | Tempo    |
| ------- | ------------------------------------------------------------------------------------------ | -------- |
| Oro     | Bielorussia Volha Mazuronak Maryna Damantsevich Nastassia Ivanova Nina Savina Iryna Somava | 7h21'54" |
| Argento | Italia Sara Dossena Catherine Bertone Fatna Maraoui Laura Gotti                            | 7h32'46" |
| Bronzo  | Spagna Trihas Gebre Maria Azucena Diaz Elena Loyo Marta Galimany Clara Simal               | 7h44'06" |
| 4       | Gran Bretagna                                                                              | 7h53'16" |
| 5       | Svizzera                                                                                   | 7h54'04" |
| 6       | Svezia                                                                                     | 7h55'21" |
| 7       | Ucraina                                                                                    | 8h01'10" |
| 8       | Irlanda                                                                                    | 8h04'46" |
| 9       | Croazia                                                                                    | 8h08'09" |
| 10      | Turchia                                                                                    | 8h19'35" |
| -       | Germania                                                                                   | dnf      |
| -       | Grecia                                                                                     | dnf      |